# وبعد الطوفان (فلم)
وبعد الطوفان فيلم مصري، تدور أحداث الفيلم في إطار درامي سياسي حول طبيبة نفسية تقوم بعمل دراسات نفسية على مجموعة من الوزراء الفاسدين، لمعرفة الأسباب النفسية والحقيقية التي دفعتهم إلى طريق الفساد، وتتابع مراحل حياتهم المختلفة والأحداث التي أعقبت توليهم الوزارة وبداية فسادهم، ولكن الأحداث تقلب حياة الجميع رأساً على عقب في شكل مثير.

## البطولة حسب الظهور
| - سامي عبد الحليم:والد ياسمين - حنان مطاوع:ياسمين - أحمد حمدي:سائق التاكسي - هبة مجدي: داليا - محمود إمام: سعيد - مصطفى أبو سريع:هير كود - ريهام حجاج: أية - زيزو العطار:جارسون 1 - أحمد عزمي:كريم - صلاح السايح:جارسون2 - سعيد العمروسي:الحاج بلال | - وليد فواز:الظابط - محمود أباظة: كمال - دينا فضالي:مي - عارفة عبد الرسول:مي - صبري عبد المنعم:سهد - أمير عبد الفتاح:صابونة - إسلام عبد الشفيع:الصول بسيوني - سالم عاكف:شاويش الجنايات - مصطفى جمال الدين:رفيق الطيب صبي - سمير عصام:سهد صبي | - محمد العمروسي:طبيب السجن - محمد يحيي: رنجة - ياسر إستريو:سيد - إيمان سلامة: تحية - حنان يوسف: أم تحية - ماهر سليم: د. مراد - هالة فاخر: سعاد أخت رفيق - ناني عبد الفتاح:خادمة سعاد - رباب ممتاز: هند زوج أبو رفيق - يوسف حازم: رفيق طفل | - مجدي بدر بدر والد رفيق - هاني إبراهيم: الشيخ صابر - سلمى الديب: سعاد الطيب شابة - ليلى نجاتي: والدة رفيق وسعاد - حمادة بركات: رفيق الطيب - مها أبو عوف: وداد نصار - نهى عابدين:وداد نصار شابة - محمد فراج: الظابط السكير - أحمد مجدي:جرسون المياة - فايق عزب: لواء بسجن طره |

## روابط خارجية
- مقالات تستعمل روابط فنية بلا صلة مع ويكي بيانات